# ویری
| Manukau Central  | Papatoetoe   | Papatoetoe, Mangere |
| Goodwood Heights | ویری         | (Manukau Harbour)   |
| Homai            | Clendon Park | (Manukau Harbour)   |

ویری (به لاتین: Wiri) یک حومه شهر در نیوزیلند است که در منطقه آوکلند واقع شده‌است. ویری ۵٬۳۵۵ نفر جمعیت دارد.